# Chresten W. Reves
Chresten William Reves (3. september 1936 på Frederiksberg – 23. april 2007) var en dansk erhvervsleder, der blandt andet var administrerende direktør for Det Berlingske Officin.
Reves kom til medieverdenen som direktionssekretær i Den Danske Presses Fællesindkøbs-Forening i 1965. Sidenhen blev han direktør for Aalborg Stiftstidende. Her fik Berlingskes bestyrelsesformand Ole Scherfig øje på ham, og fra 1982 og 15 år frem var han husets koncernchef. Reves kom således til at spille en nøglerolle i redningen af bladhuset, og det lykkedes at gennemføre en turn-around. 
Reves havde adskillige organisatoriske poster inden for avisverdenen, blandt andet som formand for Dagspressens Finansieringsinstitut, men han var også formand for bestyrelsen for Fysioterapiskolen, ligesom han sad i det af statsministeren nedsatte medieudvalg fra 1994 til 1996. Han var Ridder af 1. grad af Dannebrogordenen.
Han døde efter flere års sygdom. 